# Coaley
Coaley est une paroisse civile et un village du Gloucestershire, en Angleterre.